# طوطی‌خزندگان
طوطی‌خزندگان(نام علمی: Psittacosauridae) نام یک تیره از راسته پرنده‌کفلان است.